# Circuito LC

Animazione raffigurante il fenomeno della risonanza elettrica in un circuito LC, un semplice circuito elettronico comunemente usato in dispositivi audio, radio e televisivi. Esso consiste in un induttore (bobina di filo) (a sinistra) e un condensatore (a destra) interconnessi. Quando il condensatore è carico di elettricità e connesso alla bobina, la carica si muove avanti e indietro tra le piastre del condensatore attraverso la bobina come mostrato. I circuiti risonanti possono accumulare energia oscillando alla loro caratteristica frequenza di risonanza, che oscilla tra il campo elettrico del condensatore (E) e quello magnetico dell'induttore (B). Le oscillazioni dell'animazione sono rallentate poiché in un concreto circuito risonante la carica oscilla avanti e indietro tra le centinaia di migliaia e milioni di volte al secondo.

Un circuito LC, detto anche circuito risonante, circuito oscillante, circuito a serbatoio o circuito accordato, è un circuito elettrico costituito da un induttore, rappresentato dalla lettera L, e da un condensatore, rappresentato dalla lettera C, collegati tra loro. Il circuito può agire come risuonatore elettrico, analogo elettrico di un diapason, immagazzinando energia oscillando alla frequenza di risonanza del circuito.
I circuiti LC sono utilizzati sia per generare segnali a una particolare frequenza, sia per selezionare un segnale a una particolare frequenza da un segnale più complesso; questa funzione è chiamata filtro passa banda. Sono componenti fondamentali in molti dispositivi elettronici, in particolare nelle apparecchiature radio, utilizzati in circuiti come oscillatori, filtri, sintonizzatori e miscelatori di frequenza.
Un circuito LC è un modello idealizzato, poiché presuppone che non vi sia dissipazione di energia dovuta alla resistenza. Qualsiasi implementazione pratica di un circuito LC includerà sempre una perdita dovuta a una resistenza piccola ma non nulla all'interno dei componenti e dei fili di collegamento. Lo scopo di un circuito LC è di solito quello di oscillare con uno smorzamento minimo, quindi la resistenza viene ridotta al minimo. Anche se nessun circuito pratico è privo di perdite, è comunque istruttivo studiare questa forma ideale di circuito per acquisire comprensione e intuizione fisica.